# Consuegra
Consuegra är en ort och kommun i provinsen Toledo i den autonoma regionen Kastilien-La Mancha i centrala Spanien. Orten ligger cirka 56,5 kilometer sydost om Toledo. Kommunen har 9 758 invånare (2024), på en yta av 358,49 km².
Consuegra är berömt för slottet från 1100-talet och sina väderkvarnar. Väderkvarnarna anses vara förebilden för de som finns i Miguel Cervantes berättelse om Don Quijote. Den huvudsakliga näringen i Consuegra utgörs av jordbruket. Övriga näringar är kopplade till textilier, skog och turism.

## Bildgalleri

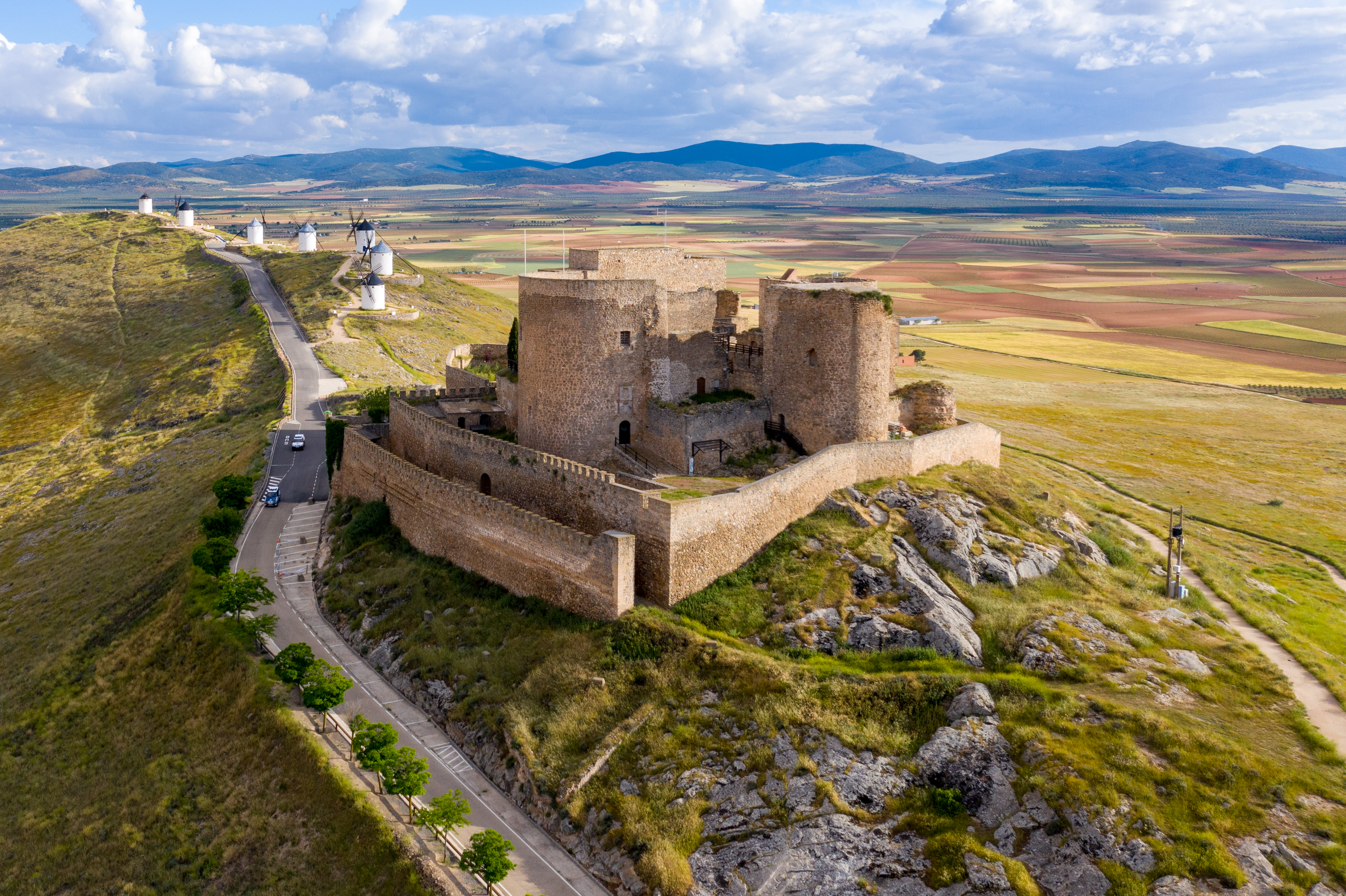
Castillo de la Muela.
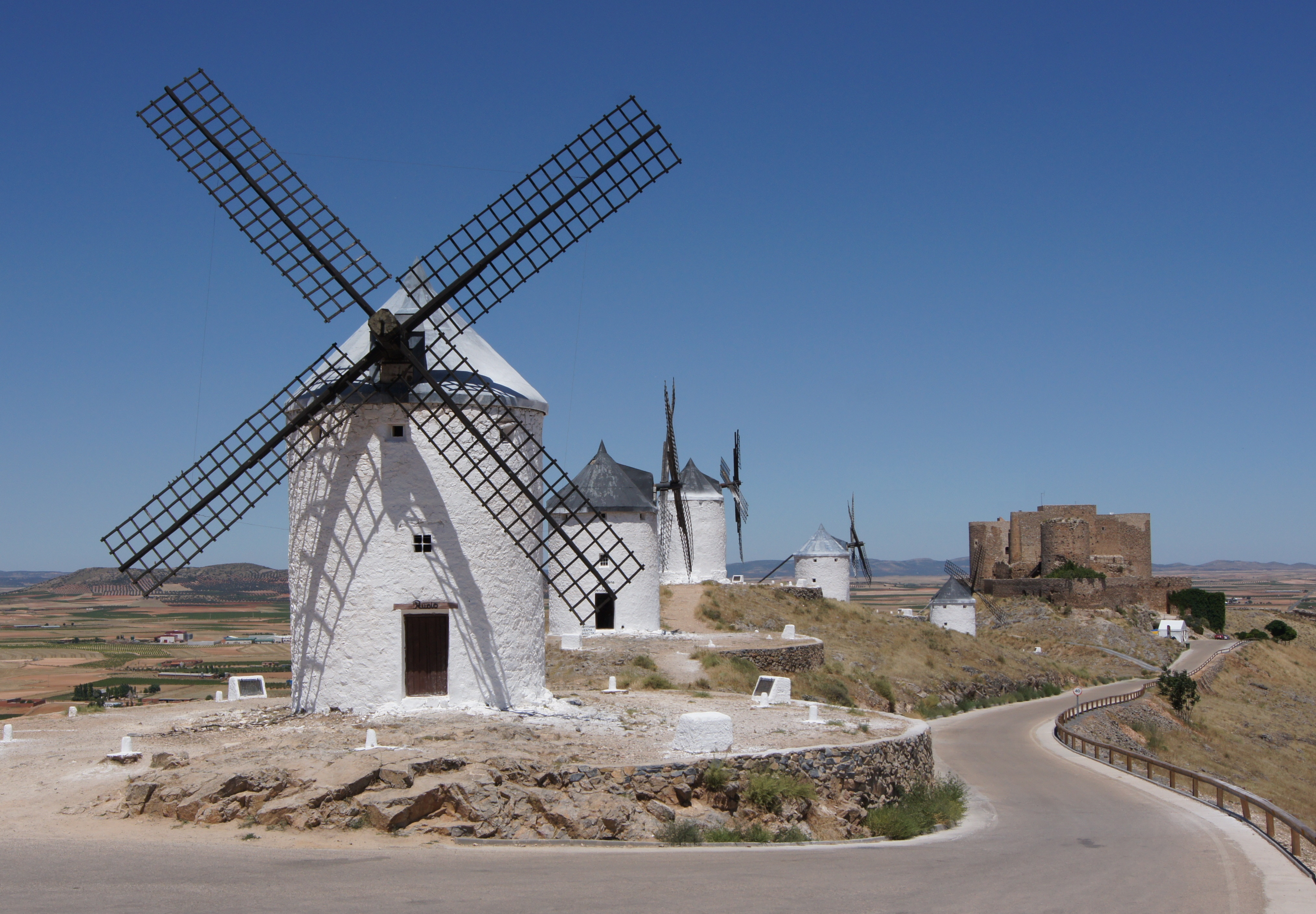
Consuegras berömda väderkvarnar.
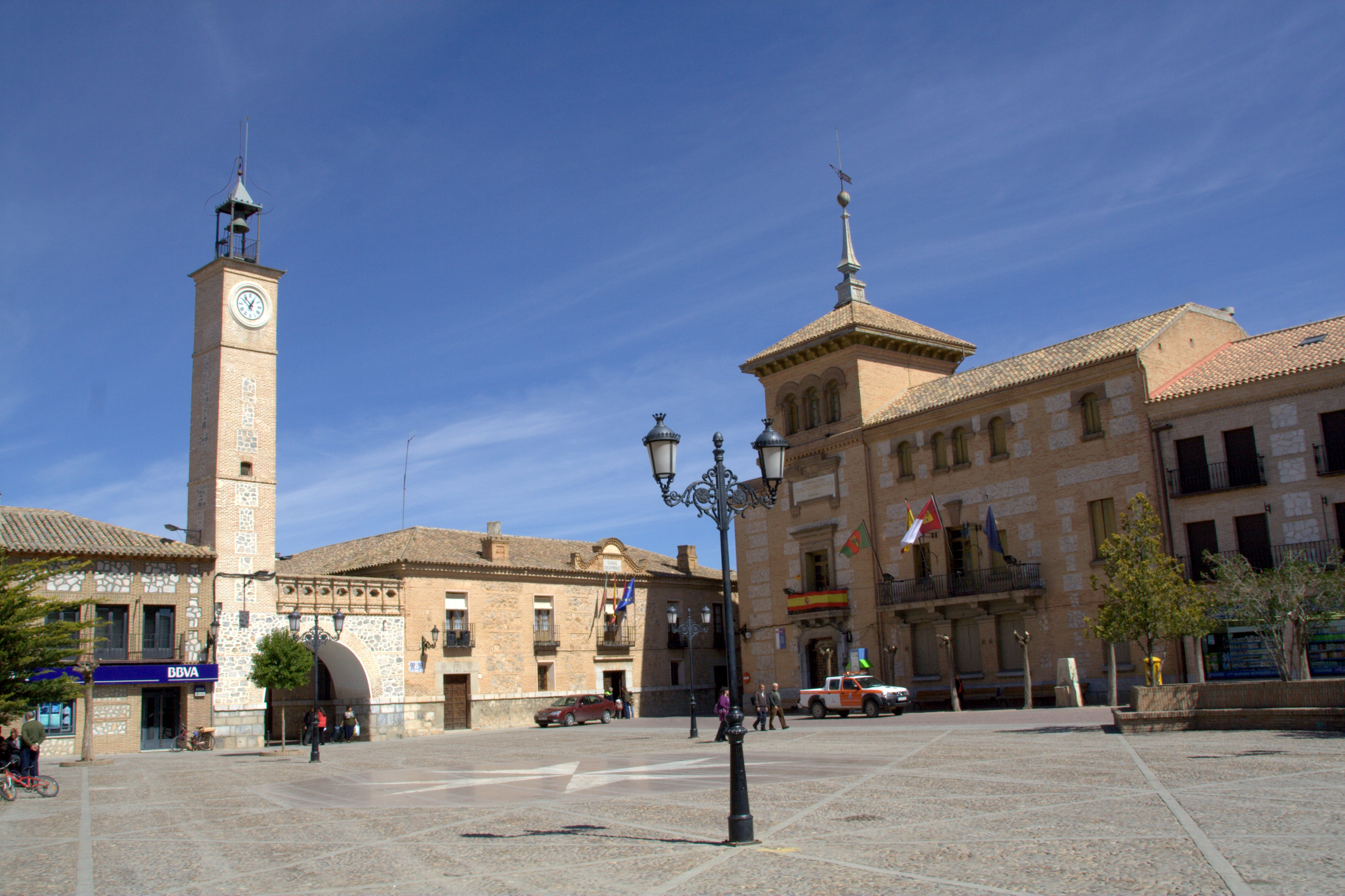
Plaza de España i Consuegra.